# Dabezići
Dabezići (cyr. Дабезићи) – wieś w Czarnogórze, w gminie Bar. W 2011 roku liczyła 156 mieszkańców.